# Base aérienne de Torrejón de Ardoz
Pour les articles homonymes, voir Torrejón.
La base aérienne de Torrejón de Ardoz (code IATA : TOJ • code OACI : LETO) est un aéroport militaire et civil (aéroport de Madrid-Torrejón) de la périphérie de Madrid, en Espagne.

## Présentation
Depuis les Accords de Madrid de 1953 et jusqu’en 1996, la base aérienne est utilisée par l’US Air Force. Actuellement elle est utilisée par l’Armée de l’air espagnole et, depuis 1996, elle sert aussi d’aéroport secondaire pour Madrid, principalement destiné à l'aviation privée.
Les unités suivantes de l'Armée de l’air espagnole sont basées à Torrejón :
- CESAEROB (centre d’observation des satellites - Helios) ;
- ECAO 1 (escadrille des opérations aériennes – Madrid) ;
- GRUCEMAC (groupe central de commandement et de contrôle de l’espace aérien) ;
- GRUCAO (groupe des opérations aériennes) ;
- JSMC (état-major opérationnel) ;
- Escadre 12 (escadre de chasse)	:
  - 121 Escuadron	(EF-18A/B),
  - 122 Escuadron	(EF-18A/B) ;
- Grupo 43 UME (groupe de recherche et sauvetage et de lutte anti-incendie) :
  - 431 Escuadron	(CL-215T),
  - 432 Escuadron	(CL-215T) ;
- Grupo 45 (groupe de transport gouvernemental et royal) :
  - 451 Escuadron	(Airbus A310, Dassault Falcon 900) ;
- Grupo 47 (groupe de renseignement, de guerre électronique, transport et ravitaillement en vol) :
  - 471 Escuadron	(Boeing 707),
  - 472 Escuadron	(C-212, Dassault Falcon 20) ;
- CLAEX (centre logistique de l’armement et d’expérimentation) ;
  - 541 Escuadron	(C-101EB).